# Портрет кардинала Нікколо Альбергаті
«Портрет кардинала Нікколо Альбергаті» (нім. Kardinal Niccolò Albergati) — картина фламандського живописця Яна ван Ейка. Написана приблизно у 1435 році. Зберігається у Музеї історії мистецтв у Відні (інв. №GG 975).
Картина була придбана у 1648 році ерцгерцогом Леопольдом Вільгельмом Австрійським з колекції антверпенського торговця творами мистецтва Петера Стівенса.

## Історія
На портреті зображений Нікколо Альбергаті (1373—1443), єпископ Болоньї, кардинал Санта-Кроче в Єрусалимі та верховний наставник ордену картезіанців. 1431 року Альбергаті як папський легат побував при дворах між Франції, Англії та Бургундії із дипломатичною місією встановлення мирних переговорів для закінчення Столітньої війни (1337—1453). Метою цього конгресу було сприяти відновленню дружніх стосунків між Філіпом Добрим та французьким дофіном Карлом VII, що погіршали після вбивства у 1419 році батька Філіпа, Іоанна Безстрашного.
Існує документ XVII століття, в якому відтворюється напис, який знаходився на втраченій первісній рамі, що вказує на зображену особу: «Справжня подібність, виконана Яном ван Ейком в 1438 році, показує кардинала Санта-Кроче, який у той час був надісланий папою до Брюгге, щоб встановити мир між герцогом Філіпом [Бургундським] та дофіном Франції після смерті його [Філіпа] батька».

## Опис

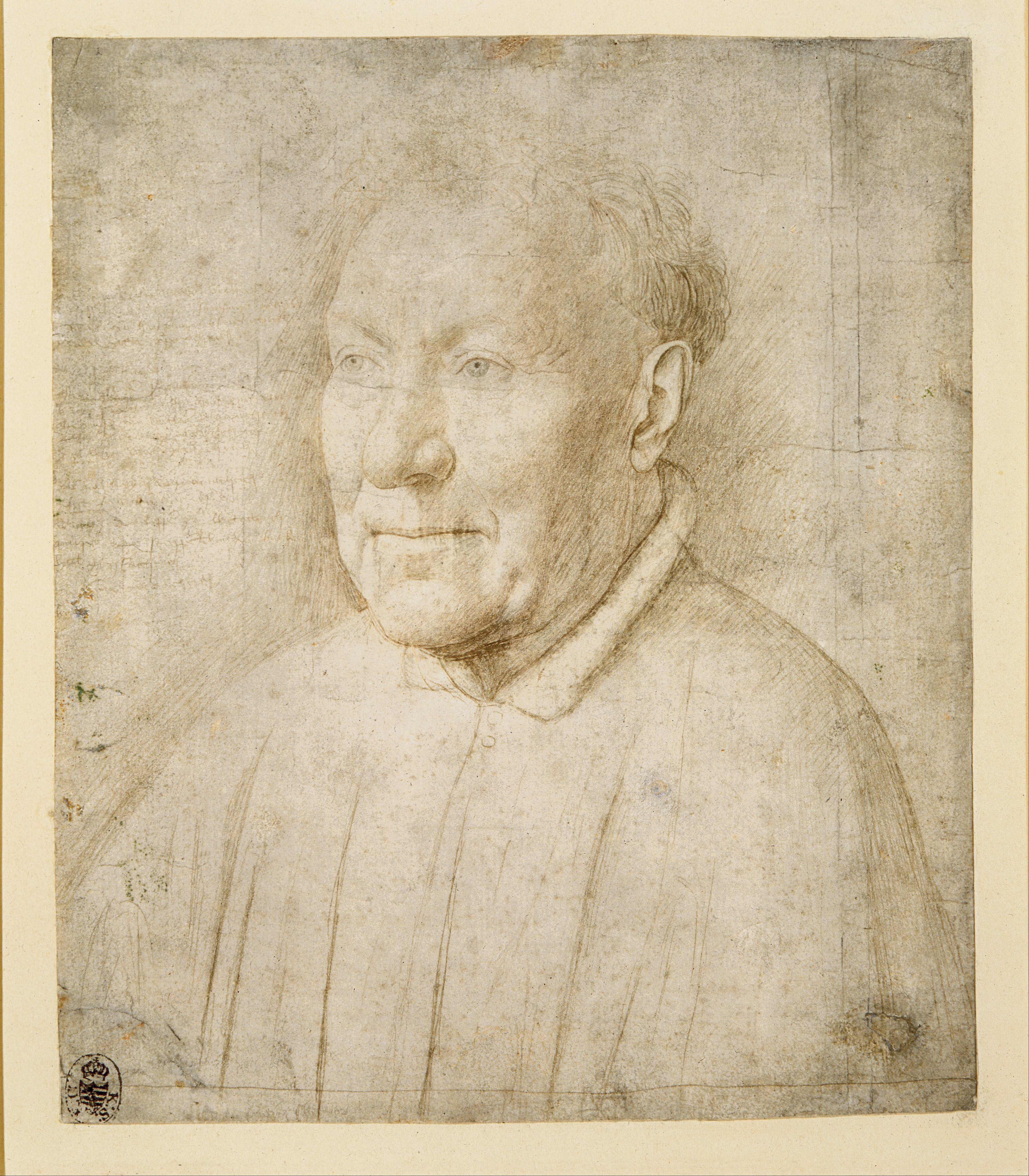
Начерк до портрета, бл. 1435. Срібний олівець на ґрунтованому папері, 21,4×18 см. Гравюрний кабінет, Дрезден

Філіп Добрий викликав свого придворного живописця до себе в Аррас, коли перемовини ще не завершились, і ван Ейк намалював кардинала з натури. Цей малюнок став підготовчим етапом для живописного портрета, створеного через декілька років. Вишуканий підготовчий малюнок був виконаний срібним олівцем на ґрунтованому папері (зберігається у Гравюрному кабінеті, Дрезден). Цей начерк портрета є єдиним малюнком ван Ейка, що зберігся та дає можливість уявити собі проміжний етап творчого процесу художника. Спочатку він із документальною точністю передав та скоригував риси обличчя, очей, носа та рота срібним олівцем, після чого змоделював їх об'єми штрихуванням.
Також ван Ейк зробив на полях паперу детальні замітки на своєму рідному мозанському діалекті, доповнивши свій монохромний малюнок деталями стосовно нюансів кольору обличчя та очей кардинала. В результаті малюнок та ці написи стали основою для малярського портрета, який був створений олією пізніше без моделі. Спочатку портретний малюнок був переведений на ґрунт дерев'яної дошки за допомогою механічних прийомів пропорціонального збільшення, про що свідчать сліди на аркуші. Імовірно, що сам портрет був завершений ван Ейком за участю його помічників.
На картині відсутня жива експресія, але ван Ейк передав великодушне благородство на мудрому обличчі літнього кардинала. Картина досить невелика за розміром та, ймовірно, в ній дотримано особистих вимог замовника. Кардинал зображений без головного убору та зберігає спокійну відчуженість, яка характерна людям його рангу. На своїх портретах ван Ейк зосереджує погляд на людині, образ якої ніби виходить з невизначеної темряви на світло, яке стає яскравішим. Ван Ейк використовує його для того, щоб підкреслити душевні якості персонажа.